# Franjo Saleški
Sveti Franjo Saleški (fr. François de Sales, Thorens-Glières, 21. kolovoza 1567. – Lyon, 28. prosinca 1622.) bio je francuski katolički svećenik, genevski biskup, crkveni naučitelj, duhovni pisac, propovjednik i svetac Katoličke Crkve. Poznat je i po svojim teološkim spisima, osobito o temama duhovnog vodstva i duhovne formacije, među kojima je najpoznatija Filotea. Spomendan mu je 24. siječnja. Zaštitnik je gluhih, učitelja, odgojitelja, pekara, pisaca i novinara. Zbog svoje osobnosti, visoke naobrazbe i jednostavnog života prozvan je „svecem gentlemenom”.

## Životopis
Rođen je 21. kolovoza 1567. u južnoj Francuskoj, u bogatoj plemićkoj obitelji. Studirao je pravo, a zatim i teološke znanosti. Kasnije je zaređen za svećenika. Poslan je kao župnik u pokrajinu Chablais, južno od Genevskog jezera, gdje je uznapredovao kalvinizam. Propovijedao je i gorljivo branio katoličku vjeru. Kao genevski biskup uspio je vratiti u katoličanstvo desetke tisuća ljudi. Umro je 28. prosinca 1622. u Lyonu.

## Štovanje
Papa Aleksandar VII. proglasio ga je blaženim 8. siječnja 1661., a 8. travnja 1665. i svetim. Papa Pio IX. ga je 1877. proglasio Crkvenim naučiteljem.

## Vanjske poveznice
Sestrinski projekti
|  | Zajednički poslužitelj ima još gradiva o temi Sveti Franjo Saleški |
|  | Wikicitati imaju zbirke citata o temi Sveti Franjo Saleški         |

Mrežna sjedišta
- Pernin, Raphael: St. Francis de Sales (engl.) Katolička enciklopedija, sv. 6, Robert Appleton Company: New York, 1909.
- Sv. Franjo Saleški: Misli